# Tommy Mottola
Daniel Thomas Mottola (Nueva York, 14 de julio de 1948), conocido como Tommy Mottola, es un empresario de la industria musical en Estados Unidos y copropietario de la compañía discográfica Casablanca Records, en una operación conjunta con Universal Music Group. Es, además, el exmarido de la cantante Mariah Carey y actual esposo de la cantante y actriz mexicana Thalía. Encabezó Sony Music Entertainment, uno de los padres del sello Columbia, durante casi quince años.
Además de su experiencia en la gestión de conjuntos de música, Mottola es conocido como un mentor y exgerente de talento. Sus más famosos protegidos fueron Hall & Oates, Carly Simon, John Mellencamp, Dr. Buzzard's Original Savannah Band, Diana Ross, Taylor Dayne en los años 70 y 80, Mariah Carey (su segunda esposa) en los años 90 y Jennifer López a comienzos de 2000.Actualmente involucrado con P. Diddy como uno de los principales sospechosos

## Primeros años
Daniel Thomas Mottola nació el 14 de julio de 1949 en el Bronx, Nueva York. Asistió a la Escuela Preparatoria de Iona en New Rochelle, Nueva York, de la cual se graduó en 1967. Después de abandonar la Universidad Hofstra en Long Island, siguió una carrera musical como guitarrista y cantante con The Exotics, una banda de covers de R&B.
Mottola entró en la escena musical a mediados de la década de 1960 como artista de grabación para CBS Records, bajo el nombre de "T.D. Valentine". Después de que su intento de convertirse en una estrella de la grabación fracasara, Mottola comenzó a trabajar para la editorial Chappell Publishing y comenzó su propia compañía de gestión, Champion Entertainment Organization. Su papel en Chappell lo puso en contacto con muchos artistas, y pronto contrató a sus primeros clientes de gestión exitosos, Daryl Hall y John Oates. Mottola ayudó a Hall y Oates a conseguir un contrato discográfico y varios patrocinios de alto perfil.

## Carrera musical
En 1988, Mottola fue contratado por Sony Music (entonces conocida como CBS Records) por Walter Yetnikoff para dirigir sus operaciones en Estados Unidos. En 1990, reemplazó a Yetnikoff como presidente y director ejecutivo de la recién nombrada Sony Music. Durante su mandato, transformó a Sony en una de las compañías musicales más exitosas del mundo, expandiendo sus negocios a más de 60 países, al mismo tiempo que creó uno de los equipos gerenciales más fuertes en la industria de la música. Revitalizó la división editorial de Sony Music al realizar adquisiciones como el catálogo de los Beatles y permitió que Sony se convirtiera en la primera compañía musical importante en ofrecer descargas digitales comerciales. Además, Mottola fue responsable de algunas de las mayores superestrellas mundiales de Sony, como Celine Dion y Mariah Carey. Durante su carrera de 15 años, Mottola hizo que Sony pasara de ser una empresa con ingresos de $800 millones al año a una con más de $6 mil millones en ingresos anuales en 2000.
Es ampliamente conocido por firmar, desarrollar, nutrir e impulsar las carreras de Céline Dion, Mariah Carey, Gloria Estefan, Destiny's Child, Jessica Simpson, Anastacia, Shakira, las Dixie Chicks, así como por lanzar discos compactos remasterizados digitalmente de grabaciones antiguas realizadas por Barbra Streisand, Bruce Springsteen, Billy Joel, Andy Williams, Pink Floyd entre otros. A fines de la década de 1990, Mottola contribuyó a la popularidad de artistas de Sony como Ricky Martin, Jennifer Lopez y Marc Anthony.
Mottola fue director de Sony Music Entertainment hasta enero de 2003.

## Polémica
El nuevo milenio, aparte de su unión con la cantante mexicana Thalía, también trajo aparejadas algunas complicaciones para Mottola, como el creciente auge de las comunidades que compartían archivos por Internet a través de los denominados p2p, con lo cual decidió dejar su puesto como jefe de Sony en el 2003 (hecho que provocó que algunos cantantes con los que mantenía relaciones profesionales en cuanto a producción, como Mónica Naranjo, saliesen perjudicados en cuanto a la promoción de sus discos).
Luego de dejar de lado a Sony, Mottola compró una subdivisión de Polygram, la pequeña Casablanca Records, con la cual descubrió a Lindsay Lohan y posteriormente a Mika.

## Vida personal
Durante 20 años estuvo casado con Lisa Clark, tuvieron 2 hijos; Michael y Sarah Mottola. Para esto debió convertirse del catolicismo al judaísmo. Se divorciaron en 1990. 
En 1993 se casó con Mariah Carey. En 1997 anuncia su separación de Carey, aunque el divorcio no se le otorga hasta 1998. 
En 2000 contrajo matrimonio con la actriz, cantante y empresaria mexicana Thalía; la boda se llevó a cabo el 2 de diciembre en la Catedral de San Patricio de Nueva York. En 2007 nace la primera hija del matrimonio llamada Sabrina Sakaë. En 2011 nace su segundo hijo llamado Matthew Alejandro.